# Гжатськ (Новосибірська область)
Гжатськ (рос. Гжатск) — село у Куйбишевському районі Новосибірської області Російської Федерації.
Входить до складу муніципального утворення Гжатська сільрада. Населення становить 585 осіб (2010).

## Історія
Згідно із законом від 2 червня 2004 року органом місцевого самоврядування є Гжатська сільрада.

## Населення
| 1926 | 2002 | 2007 | 2010 |
| ---- | ---- | ---- | ---- |
| 1129 | ↘638 | ↗727 | ↘585 |